# Алеко (опера)
„Алеко“ е първата опера на Сергей Рахманинов. Тя е негова дипломна работа, с нея завършва Московската консерватория през пролетта на 1892 г. Операта е едноактна, нейната литературна основа е поемата „Цигани“ на Александър Пушкин. Либретото е подготвено от Владимир Немирович-Данченко. Премиерата на операта е на 9 май (27 април по стар стил) 1893 г. на сцената на Болшой театър.

## История
През 1892 г. 19-годишният Сергей Рахманинов, както и другите студенти, завършващи Московската консерватория, получава задание за дипломна работа – да напише едноактна опера по вече определеното либрето. Либретото е дело на известния руски театрален режисьор, драматург и критик, Владимир Немирович-Данченко. Литературната основа е поемата „Цигани“ на Александър Пушкин. Тя е силно съкратена, но основната ѝ идея за конфликта между свободолюбивите цигани и гордия и самотния Алеко е запазена.
Операта „Алеко“ трябва да е готова в рамките на един месец. Рахманинов се справя за 17 дни, получава от изпитната комисия най-високата оценка и завършва консерваторията със златен медал.
Чайковски, който нарича Рахманинов своя „внук в музиката“ и внимателно следи неговото творчество, е във възторг от неговата първа опера. Самият Чайковски има едноактна опера „Йоланта“, която се изпълнява заедно с балета Лешникотрошачката. След премиерата на „Алеко“ в Болшой театър той моли Рахманинов за разрешение неговата опера да замести Лешникотрошачката в общото представление с „Йоланта“. Влиятелният композитор урежда включването на „Алеко“ в репертуара на Болшой театър, като съвместните с „Йоланта“ спектакли се планират от декември 1893 г. Смъртта на Чайковски на 25 октомври 1893 г. осуетява тези планове.

### Либрето
В началото на 90-те години на 19 век Немирович-Данченко проявява голям интерес към оперния жанр. Той е привърженик на оперното течение веризъм и за него образец на хубава опера с реалистично съдържание и битови сцени е „Селска чест“ от Маскани. Либретото на „Алеко“ по своята структура има много общо с едноактната веристка опера, а някои негови моменти вероятно са директно подсказани от „Селска чест“. Така например, подобно на операта на Маскани, единственият акт на „Алеко“ се разделя на две части и има оркестрово изпълнение на интермецо помежду им. Смята се, че паралелите между двете опери не са случайни, стремежът на Немирович-Данченко е да се създаде руски образец на веризъм и той съзнателно възпроизвежда в своето либрето чертите на италианската драма. Неизбежните ограничения, произтичащи от самия характер на учебното задание – изискването за краткост, опростена драматична интрига, съвпадат в случая със собствените му творчески виждания.
Същевременно либретистът е много внимателен с пушкинския текст и се старае той да е максимално запазен. Някои сцени на „Алеко“ изцяло възпроизвеждат откъсите от поемата, нейните стихове се използват при различни допълвания и вставки. Оригиналът на Пушкин все пак е съкратен – за бягството на Алеко от градския живот се споменава съвсем кратко, акцентът е върху любовната драма. Като резултат образът на главния герой, описан в поемата като сложен и противоречив характер, в операта се показва в опростен вид. Това е причината през 1937 г., когато светът отбелязва 100 години от кончината на Пушкин, големият руски бас, Фьодор Шаляпин, да използва повода и да предложи на Рахманинов да напише пролог към операта, който да разкрива съдбата на героя до неговото идване при циганите и годините на странствуване с тях. Но за 64-годишния композитор това означава завръщане с 45 години назад към отдавна отминалия етап на младежкото му произведение. Рахманинов не се съгласява.

### Музика
При работата си над „Алеко“ Рахманинов, за разлика от Немирович-Данченко, не следва модния по това време веризъм. В музиката му се проявява руската оперна традиция, забелязва се влиянието на Чайковски и на някои композитори от Могъщата петорка. Същевременно той вече има свой творчески почерк. Музиката на операта впечатлява със своята изразителност и богатство на мелодии. Тя съдържа специфични мелодични и хармонични елементи, които по-късно стават характерни за рахманиновския стил.
Цялото произведение е пронизано с лайтмотива на Алеко – остър ритмически, неустойчив хармонически, речитативен като форма. За първи път той звучи в интродукцията, след това се използва във фрагментите, характеризиращи Алеко. Само в средната част на каватината на Алеко („Целият табор спи ...“ – „Весь табор спит...“) се появява друга, широка, устремена нагоре мелодия.
Земфира също има свой лайтмотив. Той звучи решително в първата сцена край детската люлка, когато тя пее за Алеко, наричайки го своя стар и страшен съпруг. Същата мелодия звучи меко и нежно, когато Алеко си спомня за любовта на Земфира, и печално в сцената на нейната смърт.
Колорит на операта придава изобилието на танцовите номера и хоровите изпълнения. Особено място заема интермецото, което разделя операта на две части. Чрез тази неголяма оркестрова картина композиторът подготвя прехода към най-драматичния момент на операта.
Драматургическият център на операта е каватината на Алеко. Тя се състои от две части: бавна и речитативна, в която Алеко оплаква съдбата си, и по-лирична, в стила на романс, с тъжния спомен за щастието му със Земфира. Каватината на Алеко се смята за едно от най-добрите постижения на Рахманинов и е много популярна като концертен номер. Фьодор Шаляпин записва я три пъти.

### Постановки
Премиерата на операта „Алеко“ е на 9 май (27 април по стар стил) 1893 г. на сцената на Болшой театър. Диригент е Иполит Алтани, ролите се изпълняват от Богомир Корсов (Алеко), Лев Клементиев (младият циганин), Степан Власов (старият циганин), Мария Дейша-Слоницкая (Земфира) и Елизавета Шубина (старата циганка). Постановката има голям успех. На същия успех се радва и спектакълът, поставен през октомври 1893 г. в Киев. Две от представленията в Киев се дирижират от самия Рахманинов.
Постановката за 100-годишнината на Александър Пушкин се запомня с участието на Фьодор Шаляпин в ролята на Алеко. Операта се представя на 27 май 1899 г. в театралната зала на Таврическия дворец в Санкт Петербург. Рахманинов присъства на спектакъла и остава доволен. Шаляпин, според когото между Алеко и Пушкин съществува прилика, излиза гримиран като Пушкин. Реакцията на критиката е нееднозначна.
На сцената на Болшой театър „Алеко“ се поставя отново 12 години след неговата премиера – на 2 февруари 1905 г. Представлението дирижира самият Рахманинов.
На 15 юли 1915 г. „Алеко“ има премиера във Великобритания, на сцената на Лондонската опера (London Opera House).
През 1926 г. Немирович-Данченко поставя „Алеко“ в своя новосъздаден театър в центъра на Москва.
В България операта „Алеко“ за първи път се изпълнява по БНР през 1973 г. В записа участват големият български бас Никола Гюзелев (Алеко), Благовеста Карнобатлова (Земфира), Димитър Петков (старият циганин), Павел Куршумов (младият циганин), Тони Христова (старата циганка), ансамбълът за песни на БНР, Пловдивската филхармония с диригент Руслан Райчев. Премиерната постановка на сцена е на 23 януари 2009 г. в Софийската опера. Диригент е Емил Табаков, режисурата е на Вера Петрова. Ролите се изпълняват от Юлиян Константинов (Алеко), Август Амонов от Мариинския театър (младият циганин), Цветана Бандаловска (Земфира), Ангел Христов (старият циганин). Театралната вечер е обща с балета Шехерезада.
Идеята на Чайковски „Алеко“ да се изпълнява заедно с неговата „Йоланта“ се реализира на 17 април 2009 г. в Мариинския театър.
През 2016 г. Нюйоркската градска опера (The New York City Opera) открива своя сезон с представянето в една вечер на оперите „Алеко“ и „Палячи“.

## Музикална структура
Оригиналната партитура съдържа следните музикални номера:
- 1. Интродукция
- 2. Хор
- 3. Разказ на стария циганин / Рассказ Старика
- 4. Сцена и хор
- 5. Танц на жените / Пляска женщин
- 6. Танц на мъжете / Пляска мужчин
- 7. Хор
- 8. Дуетино / Дуэттино
- 9. Сцена край детската люлка / Сцена у люльки
- 10. Каватина на Алеко / Каватина Алеко
- 11. Интермецо / Интермеццо
- 12. Романс на младия циганин / Романс молодого цыгана
- 13. Дует и финал / Дуэт и финал

## Инструментация
Оркестрацията е за следните инструменти:
- Дървени духови инструменти – флейта пиколо, 2 флейти, 2 обоя, английски рог, 2 кларинета (B♭, A), 2 фагота
- Медни духови инструменти – 4 валдхорни (F), 2 тромпета (B♭), 3 тромбона, туба
- Ударни инструменти – тимпан, чинели, голям барабан, тамбурина, триангел
- Струнни инструменти – цигулки, виоли, виолончела, контрабаси